# 科洛尼亚 (波纳佩州)
科洛尼亚（英語：Kolonia）是密克罗尼西亚联邦波纳佩州的一个沿海城镇和首府，位於波纳佩岛。它曾经是密克罗尼西亚联邦的首都，直到1989年被帕利基尔取代。